# Список фестивалів в Україні

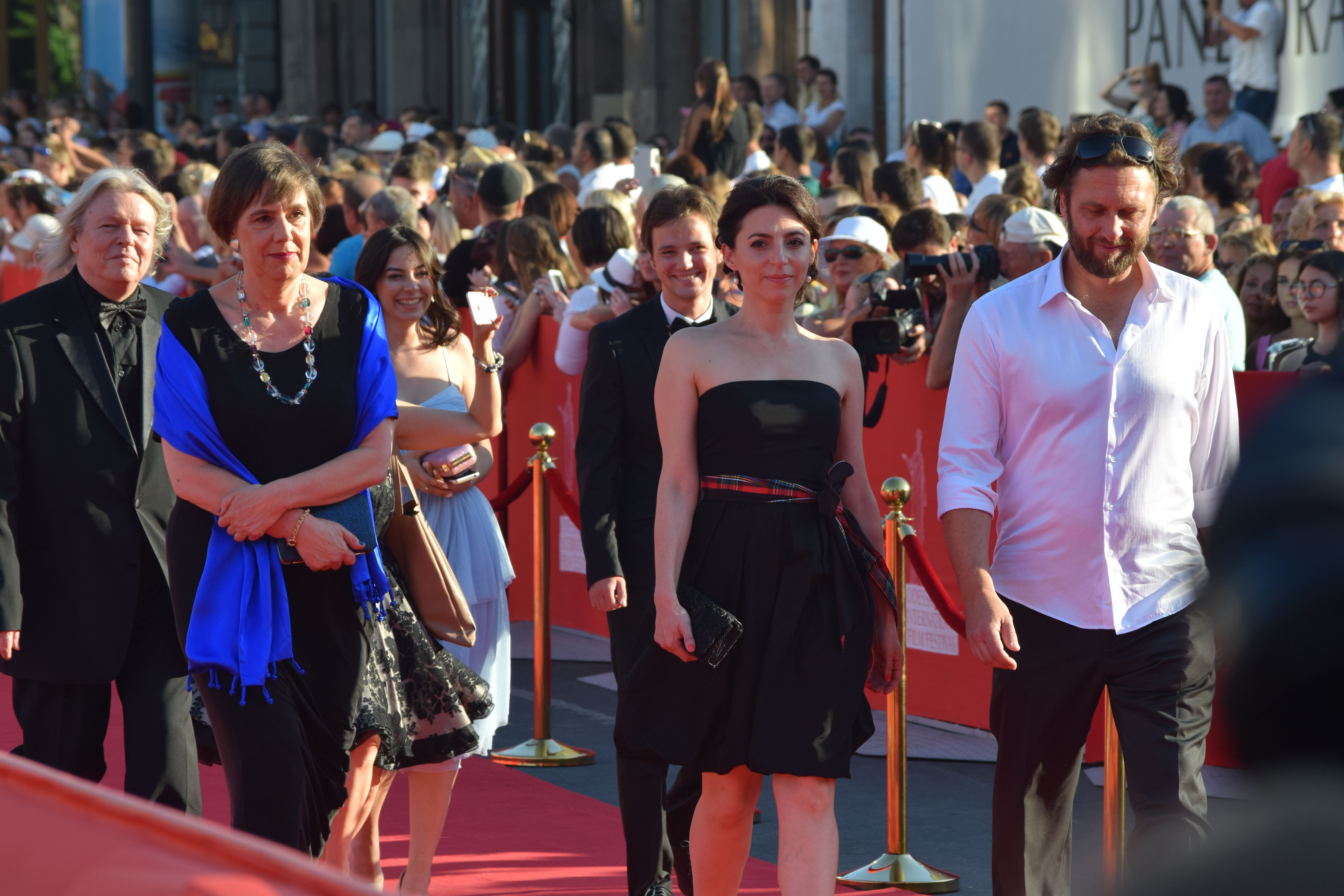
Одеський міжнародний кінофестиваль

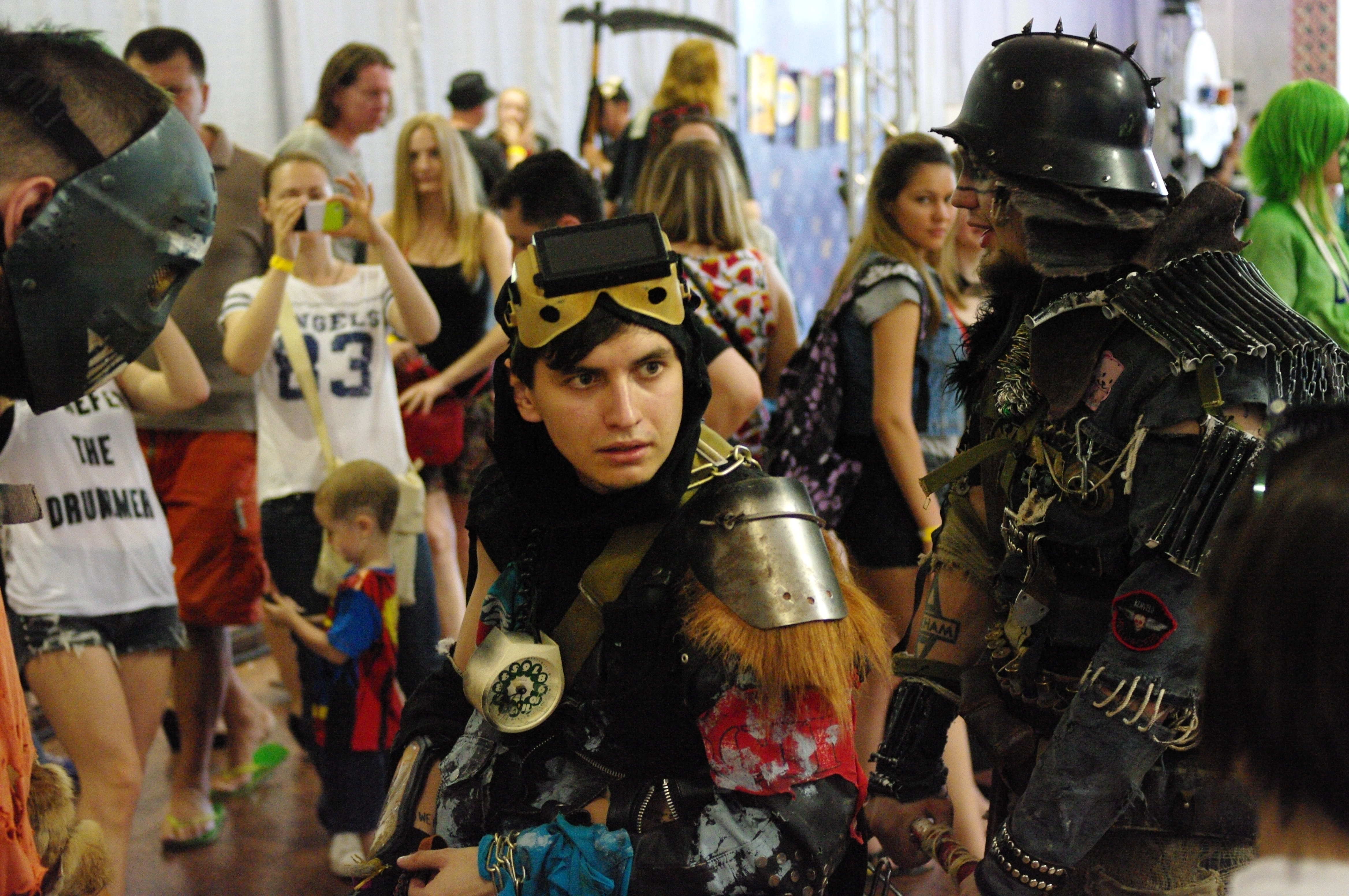
Kyiv Comic Con

Фестивалі в Україні — національні та міжнародні масові заходи, присвячені огляду певного одного чи декількох видів мистецтва в Україні.

## Музика
| Назва                                                               | Опис | Місце проведення                                                      | Роки (дати)           |
| ------------------------------------------------------------------- | --- | --------------------------------------------------------------------- | --------------------- |
| Atlas Weekend                                                       | великий музичний фестиваль | Київ                                                                  | з 2015                |
| ART JAZZ                                                            | міжнародний джазовий фестиваль | Рівне, Луцьк                                                          | серпень з 2007        |
| Be Free (Будь вільним)                                              | фестиваль білоруської музики | різні міста                                                           | 2007-2009             |
| Black Sea Metal Festival                                            | фестиваль важкого металу | Чорноморськ                                                           | від 2014              |
| Carpathian Alliance Metal Festival                                  | блек/фолк/паган-метал фестиваль | Славське Львівська область на вершині однієї з гір у Карпатах         |                       |
| Folk Pagan Fest                                                     | фестиваль важкої музики (паган-метал, блек-метал, фолк-метал) | Київ                                                                  | 2008, 2010            |
| Ukrabilly bang!                                                     | фестиваль рок-н-рольної музики | Київ                                                                  | з 2005                |
| UPfest                                                              | фестиваль важкої та електронної музики | Луцьк                                                                 | 2006, 2008, 2009      |
| Тріумф-Fest                                                         | Всеукраїнський фестиваль-конкурс інструментального, вокального, хореографічного, театрального мистецтв та театрів мод.                                                                                          | Різні міста                                                           | з 2013                |
| Fort.Missia                                                         | літературно-музичний фестиваль | Поповичі Львівська область                                            | з 2009                |
| Global East Festival                                                | фестиваль важкої музики | Київ                                                                  | з 2009                |
| Jazz Koktebel                                                       | фестиваль джазової музики | Коктебель АР Крим                                                     | з 2003                |
| Joker Fest                                                          | фестиваль електронної музики | Шацьк Волинська область на березі озера Світязь                       | з 2015                |
| Lesia Grand Fest                                                    | фестиваль Лесі Українки на Батьківщина поетеси | Новоград-Волинський Житомирська область                               |                       |
| Respublica                                                          | фестиваль музики та стрит-арту | Кам'янець, Хмельницька область                                        | з 2011                |
| Summer Challenge                                                    | фестиваль тимбілдингу | Черкаси                                                               | з 2016                |
| Stare Misto                                                         | фестиваль рок-музики | Львів                                                                 | з 2007                |
| Terroraiser Metal Fest                                              | фестиваль важкої музики | Вінниця                                                               | з 1994                |
| The Best City.UA                                                    | фестиваль рок музики | парк відпочинку Новоселиця Дніпропетровська область                   | з 2012                |
| Vorskla-Rock'n'Ball                                                 | фестиваль рок-музики та футболу | с. Соснівка Полтавська область                                        | з 2011                |
| Woodstock Україна                                                   | великий міжнародний музичний фестиваль | м. Городок Львівська область                                          | з 2013                |
| Альтернатива                                                        | фестиваль незалежної музики | Львів                                                                 | 1994-1995, 2003       |
| Арт-Домінанта                                                       | Міжнародний конкурс виконавців на народних інструментах | Харків                                                                | з 2013                |
| Арт-Поле                                                            | музично-мистецький фестиваль | різні міста                                                           | з 2009                |
| Байда                                                               | фестиваль-конкурс козацької пісні | Тернопіль та інші міста області                                       | з 2001                |
| Бандерштат                                                          | фестиваль патріотичної музики | різні міста Волинська область                                         | з 2007, навесні       |
| БарРокКо                                                            | фестиваль стильної музики | м.Бар Вінницька область                                               | 2007, з 2017          |
| Березів Бандер Фест                                                 | Патріотичний етно-рок фестиваль | Вижній Березів Івано-Франківська область                              | з 2015                |
| Великдень у Космачі                                                 | фольклорно-музичний фестиваль | Космач Івано-Франківська область                                      | з                     |
| Вінграновський ART FEST                                             | культурно-мистецький фестиваль | Первомайськ Миколаївська область                                      | з 2023                |
| Зірки ХХІ сторіччя та Top Fest UA                                   | Міжнародні та Всеукраїнські фестивалі конкурси талантів та творчості , міжнародні та Всеукраїнські чемпіонати                                                                                                   |                                                                       |                       |
| Вивих                                                               | музично-театральний фестиваль | Львів                                                                 | 1990 і 1992           |
| Гамселить                                                           | фестиваль електронної музики та медіа-арту | Тернопіль                                                             | з 2012                |
| Гаряча кров                                                         | рок-фестиваль аматорських гуртів | Бобровиця Чернігівська область                                        | 2012                  |
| Гогольfest                                                          | музично-театральний фестиваль | Київ                                                                  | з 2007                |
| Голосієве-88                                                        | джазовий фестиваль | Київ                                                                  | з 1988-початок 1990-х |
| Гребінчині вечорниці                                                | Міжнародний фестиваль культури | с.Мар'янівка-м.Гребінка-м.Київ                                        | з 2017                |
| Два дні й дві ночі нової музики                                     | фестиваль експериментальної музики | Одеса                                                                 | з 1995                |
| День Незалежності з Махном                                          | літературно-музичний фестиваль | Гуляйполе Запорізька область                                          | 2006-2009             |
| Дитячий фестиваль «Шляхом мистецтва»                                | фестиваль-конкурс мистецтв в жанрах: вокал, хореографія, театральне мистецтв | Київ                                                                  | з 2019                |
| Доля                                                                | міжнародний пісенний фестиваль | Чернівці (1992-1998), Трускавець (1999-2006. 2021), Київ (2007-2020)  | з 1992                |
| Західфест                                                           | великий міжнародний музичний фестиваль | різні міста Львівська область                                         | з 2009                |
| Зірковий Час                                                        | фестиваль-конкурс мистецтв в жанрах: вокал, хореографія, театральне мистецтв | Полтава                                                               | з 2013                |
| Імпреза по-самчиківськи                                             | музично-літературне свято | Палацово-парковий ансамбль «Самчики», с. Самчики, Хмельницька область | з 2014                |
| Каштани Києва                                                       | конкурс молодих виконавців | Київ                                                                  | з 2011                |
| Київ Музик Фест                                                     | фестиваль академічної музики | Київ                                                                  | з 1990                |
| Коловорот                                                           | фестиваль важкої музики націоналістичного та язичницького напрямку (НСБМ/паган-метал) | Харків                                                                | з 1998 по 2010, 2017  |
| Контрасти                                                           | фестиваль академічної музики | Львів                                                                 | з 1995                |
| Коляда на Майзлях                                                   | Міжнародний Різдвяний фестиваль колядок та щедрівок | Івано-Франківськ                                                      | з 2010                |
| Країна Мрій                                                         | фестиваль етнічної музики. | Київ                                                                  | з 2004                |
| Крок у майбутнє                                                     | міжнародний рок-фестиваль | Херсон                                                                | з 2007                |
| Львівська Забава                                                    | фестиваль української музики | Львів                                                                 | з 2013                |
| Мазепа-Фест                                                         | фестиваль етно-рокової музики | Полтава                                                               | з 2003                |
| Майстер-Джем Фест                                                   | міжнародний фестиваль-конкурс джазової імпровізаційної майстерності | Одеса                                                                 |                       |
| Майбутнє України-діти!                                              | фестиваль мистецтв | Київ                                                                  | з 2000                |
| Міжнародний музичний фестиваль народної музики імені Касяна Євченка | фестиваль української музики | Київ                                                                  | з 2019                |
| Млиноманія                                                          | фольк-рок фестиваль | Печера Вінницька область                                              | з 2007                |
| Молода Галичина                                                     | фестиваль-конкурс молодих виконавців | Новояворівськ Львівська область                                       | 7—12 липня            |
| Музична Трибуна Київської Молоді                                    | фестиваль академічної музики | Київ                                                                  |                       |
| Музичні імпрези України                                             | фестиваль академічної музики | Черкаси                                                               | з 2016                |
| Осіннє рандеву                                                      | всеукраїнський фестиваль сучасного романсу | Миргород Полтавська область                                           | з 2001                |
| Перлини Сезону                                                      | фестиваль-конкурс молодих виконавців | Запоріжжя                                                             |                       |
| Південь                                                             | фестиваль рідної музики | Одеса                                                                 | з 2015                |
| Підкамінь                                                           | фестиваль сучасної етномузики | Підкамінь Львівська область                                           | з 2007                |
| Пікейні жилети                                                      | міжнародний фестиваль рок-музики | Одеса                                                                 | з 1991                |
| Пісенний спас                                                       | Міжнародний молодіжний фестиваль мистецтв | Житомир                                                               | з 2015                |
| Потяг до Яремче                                                     | музичний фестиваль із літературною та мистецькою частинами. Напередодні власне фестивалю в Яремчому, частина музичної програми відбувається в потязі Івано-Франківськ — Рахів (під назвою «Карпатський ПрОТЯГ») | Яремче Івано-Франківська область                                      | з 2008                |
| Прем'єра пісні                                                      | міжнародний телерадіофестиваль | Київ                                                                  | з 2000                |
| Прем'єри сезону                                                     | фестиваль академічної музики | Київ                                                                  |                       |
| Республіка Казантип                                                 | фестиваль танцювальної електронної музики | Крим                                                                  | 1998-2013             |
| Рок-Екзистенція                                                     | фестиваль рок-музики | Київ                                                                  | 1995-2005             |
| Рок Січ                                                             | фестиваль рок-музики | Київ                                                                  | з 2006                |
| Руйнація                                                            | фестиваль важкої музики | Львів                                                                 | з 2006                |
| Самоцвіти                                                           | фестиваль-конкурс мистецтв в жанрах: вокал, хореографія, театральне мистецтв, інструментальна музика, хори, вертепи, читці, театри мод, циркове мистецтво                                                       | Львів, Івано-Франківськ, Трускавець, Одеса                            | з 2014                |
| Слов'янський рок                                                    | фестиваль рок-музики | Київ                                                                  |                       |
| Софіївські зорі                                                     | фестиваль колективів художньої творчості аграрних вищих навчальних закладів | Умань Черкаська область                                               |                       |
| Співоча асамблея                                                    | фестиваль хорової музики | Хмельницький                                                          | з 2009                |
| СХІД-РОК                                                            | фестиваль рок-музики | Тростянець Сумська область                                            | з 2013                |
| Таврійські ігри                                                     | міжнародний музичний фестиваль | Каховка Херсонська область                                            | 1992-2007             |
| Тарас Бульба                                                        | фестиваль-конкурс рок-музики | Дубно Рівненська область                                              | з 1991                |
| Українська пісня                                                    | фестиваль національного телепроєкту «Українська пісня / Ukrainian Song Project» | Львів                                                                 | з 2016, серпень       |
| У.РОК                                                               | фестиваль рок-музики | Білгород-Дністровський Одеська область                                |                       |
| Файне місто                                                         | один з найбільших щорічних фестивалів просто неба | Тернопіль, Львів                                                      | з 2013                |
| Форум музики молодих                                                | фестиваль академічної музики | Київ                                                                  |                       |
| Франко Фест                                                         | фестиваль, присвячений Івану Франку; складається з трьох сцен: музичної, літературно-мистецької та фольклорної                                                                                                  | Нагуєвичі Львівська область                                           | 2012                  |
| Харківські зорі                                                     | Всеукраїнський конкурс-фестиваль сучасного музичного мистецтва | Харків                                                                | 2015                  |
| Чайка                                                               | фестиваль рок-музики | Київ                                                                  |                       |
| Червона рута                                                        | фестиваль-конкурс різножанрової української музики | різні міста                                                           | з 1989                |
| Черемош-Фест                                                        | еко-туристичний фестиваль в Карпатах | урочище Запідок, с. Верхній Ясенів Івано-Франківської області         | з 2013                |
| Чорноморські ігри                                                   | благодійний дитячий фестиваль-конкурс | Скадовськ, Херсонська область                                         | 1998-2012 2017-понині |
| Шешори                                                              | Український міжнародний фестиваль етнічної музики та ленд-арту. Його наступником є фестиваль Арт-Поле | Шешори,Івано-Франківська область Воробіївка,Вінницька область         | 2003-2006 2007-2008   |
| Ше.Fest (Шефест)                                                    | фестиваль Тараса Шевченка на Батьківщина поета, художника та громадянина | с. Моринці (Черкащина)                                                | з 2014                |
| W LIVE. Тихі дні любові і музика миру                               | Марафон пам'яті Василя Сліпака. Жанри: хорова, фортепіанна, оперна музика | Львів                                                                 | з 2017                |
| Grove Fest                                                          | фестиваль рок-музики | Великі Мости                                                          | з 2017                |
| UnderHill music festival                                            | фестиваль електронної та поп-музики; авіа та парашутний фестиваль | Підгір'я (Богородчанський район)                                      | 2019                  |
| Гей, соколи!                                                        | Міжнародний фестиваль, присвячений творчості українсько-польського поета "Тимка Падури" та відомій пісні "Гей, соколи!"                                                                                         | Вінницька область, Козятинський район, с. Махнівка                    | 2019                  |

## Кінематограф
| Назва                              | Опис                                            | Місце проведення             | Роки (дати) |
| ---------------------------------- | ----------------------------------------------- | ---------------------------- | ----------- |
| Docudays UA                        | фестиваль документального кіно про права людини | Київ                         |             |
| SpaceLiberty                       | онлайн-кінофестиваль                            |                              |             |
| Wiz-Art                            | фестиваль короткометражних фільмів              | Львів                        |             |
| Відкрита ніч                       | фестиваль україномовного кіно                   | Київ                         |             |
| Екочашка                           | фестиваль екологічного кіно                     | Київ                         |             |
| Золотий Дюк                        | кінофестиваль                                   | Одеса                        | 1988—1994   |
| Ірпінський кінофестиваль           |                                                 | Ірпінь                       |             |
| KanivFest                          | Канівський міжнародний фестиваль сучасного кіно | Канів                        |             |
| Київський кінофестиваль            |                                                 | Київ                         |             |
| Кінолев                            | фестиваль незалежного кіно                      | Львів                        |             |
| Корона Карпат                      | фестиваль телевізійного кіно                    | Трускавець Львівська область |             |
| Кришталеві джерела                 | молодіжний фестиваль аудіовізуальних мистецтв   | Суми та інші міста           |             |
| Молодість                          | Київський міжнародний кінофестиваль             | Київ                         |             |
| Німі ночі                          | фестиваль класичного німого кіно                | Одеса                        | 2010        |
| Одеський міжнародний кінофестиваль | щорічний кінофестиваль                          | Одеса                        | 2010        |
| Стожари                            | фестиваль акторського мистецтва                 | Київ                         |             |

## Театр
| Назва                                  | Опис | Місце проведення | Роки (дати) |
| -------------------------------------- | --- | ---------------- | ----------- |
| KAZ.KAR.                               | фестиваль для творців казки в галузі театрального мистецтва, образотворчого та декоративного мистецтва, карнавального костюма (міжнародний благодійний фестиваль казок. Регулярність: раз на 2 роки) | Львів            | з 2006      |
| Арт-Альтернатива                       | фестиваль альтернативних театрів | Донецьк          |             |
| Дім Химер                              | | Київ             |             |
| Драбина                                | фестиваль недержавного, незалежного і аматорського театру | Львів            |             |
| Живи!                                  | театрально-дизайнеський фестиваль | Оленівка АР Крим |             |
| Золотий Лев                            | | Львів            |             |
| Рампа                                  | фестиваль молодіжних театрів | Дніпро           |             |
| Тернопільські театральні вечори. Дебют | фестиваль молодої режисури | Тернопіль        |             |
| Мельпомена Таврії                      | Міжнародний театральний фестиваль | Херсон           | з 1999      |

## Культура
| Назва                             | Опис | Місце проведення                                                                      | Роки (дати)                                               |
| --------------------------------- | --- | ------------------------------------------------------------------------------------- | --------------------------------------------------------- |
| Вишиванковий фестиваль            | найбільше патріотичне свято на Півдні України, приурочене до Дня Незалежності і Дня Прапора                                                 | Одеса                                                                                 | з 2009                                                    |
| Гайдамака                         | фестиваль українського бойового звичаю | Київ                                                                                  |                                                           |
| Гребінчині вечорниці              | фестиваль культури | Гребінка та с. Мар'янівка, Полтавська область                                         | 2-га субота вересня з 2017 року                           |
| Дзвони Лемківщини                 | всеукраїнський традиційний фестиваль лемківської культури                                                                                   | урочище «Бичова» поблизу м. Монастириська Тернопільська область                       | з 1999                                                    |
| Живий Вогонь                      | Міжнародний фестиваль звичаєвої культури, реконструкція подільського купальського обряду, відродження козацьких звичаїв та бойових мистецтв | м. Вінниця (І- VII), м. Хмільник Вінницької області (VIII - X), с. Якушинці (Вінниця) | з 2009 року                                               |
| Жнива                             | міжнародний етнографічний фестиваль | Київ                                                                                  |                                                           |
| Етновир                           | фестиваль фольклору | Львів                                                                                 |                                                           |
| Київська казка                    | найбільший щорічний міжнародний салон-фестиваль авторської ляльки в Україні                                                                 | Київ                                                                                  |                                                           |
| Купальські роси                   | фольклорно-етнографічний фестиваль | село Немиринці, Житомирська область                                                   | з 2007 року                                               |
| Львів Стародавній                 | фестиваль середньовічної культури | Львів                                                                                 |                                                           |
| Мамина весна                      | Всеукраїнський фестиваль-конкурс естрадної пісні "Мамина весна" для захисників України та їхніх матерів                                     | Україна                                                                               | з 2015                                                    |
| Міжнародний Гуцульський фестиваль | фольклорно-етнографічний фестиваль | різні міста Гуцульщини                                                                |                                                           |
| Парк Київська Русь                | щорічний міжнародний історико-культурний мегафестиваль                                                                                      | с. Копачів Київська область                                                           |                                                           |
| Під Покровом Тризуба              | історично-музичний фестиваль | м. Боярка, Київська область                                                           | з 2016 року                                               |
| Свіччине весілля                  | мультимистецький етнофестиваль | с. Березова Рудка, Полтавська область                                                 | з 2016 року                                               |
| Срібний Татош                     | фестиваль середньовічної культури | Чинадіївський замок «Сент-Міклош», Закарпаття                                         |                                                           |
| Східницьке літо                   | | Східниця Львівська область                                                            |                                                           |
| Терра Героїка                     | фестиваль середньовічної культури | Кам'янець-Подільський Хмельницька область                                             |                                                           |
| Трипільське коло                  | міжнародний еко-культурний фестиваль, що популяризує трипільську культуру                                                                   | Ржищів Київська область                                                               |                                                           |
| Ту Стань!                         | фестиваль української середньовічної культури (на території Державного історико-культурного заповідника «Тустань»                           | Урич Сколівський район Львівська область                                              |                                                           |
| Батуринфест Шабля                 | міжнародний фестиваль козацької культури | Батурин Чернігівська область                                                          | з 2018 року, червень                                      |
| Ніна Кірсо... Я вірю!             | міжнародний пісенний фестиваль дітей та молоді з особливими потребами                                                                       | різні міста в Україні та закордоном                                                   | з 2013 року                                               |
| Yota-fest                         | міжнародний фестиваль йоги, тантри і масажу                                                                                                 | Крим Казантипська затока                                                              |                                                           |
| FINDWAY #NametFEST                | Туристичний фестиваль | м.Зміїв, Харківська область                                                           | з 2016 року (другі вихідні серпня, пік зорепаду Персеїди) |

## Спорт
| Назва        | Опис                                                                      | Місце проведення | Роки (дати)                                                                            | Логотип |
| ------------ | ------------------------------------------------------------------------- | --- | -------------------------------------------------------------------------------------- | ------- |
| Великий м'яч | благодійний міжнародний фестиваль футболу                                 | різні міста в Україні та закордоном                                                                                    |                                                                                        |         |
| Булава       | Фестиваль бойових мистецтв [Архівовано 16 травня 2019 у Wayback Machine.] | Центральний парк, смт Калинівка, Васильківський район, Київська область [Архівовано 20 травня 2019 у Wayback Machine.] | 12 травня, 2018 рік 11 травня, 2019 рік [Архівовано 17 травня 2019 у Wayback Machine.] |         |

## Кулінарія
| Назва                         | Опис                                                                                                   | Місце проведення               | Роки (дати)                                 |
| ----------------------------- | --- | ------------------------------ | ------------------------------------------- |
| КоропФест                     | | Коропець Тернопільська область |                                             |
| Галицька дефіляда             | | Тернопіль                      |                                             |
| Борщик у глиняному горщику    | популяризація борщотворення, активного туризму, здорового способу життя, вживання органічної продукції | Опішня Полтавська область      | у другу суботу серпня щорічно (з 2014 року) |
| Міжнародний фестиваль дерунів | зближення націй, популяризація туристичного та кулінарного потенціалу Полісся                          | Коростень Житомирська область  | 2 субота вересня щорічно (з 2008 року)      |
| Закарпатське божолє           | дегустація молодих закарпатських вин                                                                   | Ужгород                        |                                             |
| Фестиваль національної кухні  | Фестиваль традиційної української кухні і мистецтва                                                    | Луцьк                          | вересень                                    |

## Інші
| Назва                                             | Опис | Місце проведення                            | Роки (дати)             |
| ------------------------------------------------- | --- | ------------------------------------------- | ----------------------- |
| Art Green Fest                                    | фестиваль ландшафту, рослин та квітів                                                                                        | Київ                                        | з 2015 року             |
| Floria Фест                                       | фестиваль рослин, квітів, дерев та кущів.                                                                                    | Львів-Підбірці, Садовий центр «Клуб Рослин» | з 2014                  |
| Garden Fest                                       | фестиваль рослин та квітів                                                                                                   | Київ та Київська область                    | з 2015 року             |
| karpatyArt                                        | фестиваль академічного мистецтва                                                                                             | Яремче-Ворохта Івано-Франківська область    | 2012                    |
| Kyiv Comic Con                                    | фестиваль популярної культури                                                                                                | Київ                                        | з 2015                  |
| Comic Con Ukraine                                 | фестиваль популярної культури                                                                                                | Київ                                        | 2018-2021               |
| FANCON UA                                         | фестиваль сучасної попкультури України                                                                                       | Київ                                        | з 2024                  |
| Kyiv Lights Festival                              | фестиваль світла та медіа-мистецтва                                                                                          | Київ                                        | від 2017                |
| Гуморина                                          | фестиваль гумору та сатири, який проводиться 1 квітня в день сміху                                                           | Одеса                                       | з 1973                  |
| Детство и СемьЯ                                   | [ 18 ] | Затока                                      | 2000                    |
| Дні Львова у містах України                       | масштабна кампанія самопрезентації міста Львова у інших містах України                                                       | різні міста                                 |                         |
| Еконяка                                           | еко-арт фестиваль;— екологія, зоровий спросіб життя та мислення                                                              | Львів                                       |                         |
| Казкове місто                                     | міжнародний фестиваль саморозвитку та творчості                                                                              | Київ, та інші міста України                 | з 2007 червень, серпень |
| Натура-фест                                       | фестиваль здорового способу життя                                                                                            | Київ                                        |                         |
| Пісенне джерело                                   | міжнародний дитячий телевізійний фестиваль                                                                                   | Сторожинець Чернівецька область             |                         |
| Прем'єра пісні                                    | міжнародний телерадіофестиваль                                                                                               | Буча Київська область                       |                         |
| Українська Ельба                                  | фестиваль автостопу | Новомосковськ Дніпропетровська область      |                         |
| Фестиваль мистецтв України                        | | Київ                                        |                         |
| Фестиваль Фарб Холі                               | Міжнародний український фестиваль фарб музики та відпочинку                                                                  | Київ                                        | з 2013                  |
| Чугункон                                          | міжнародний конвент рольових ігор                                                                                            | Харківська область                          |                         |
| Національний мистецький фестиваль «Кропивницький» | фестиваль мистецтв | Кропивницький                               |                         |
| EUROFEST-День Європи в Кривому Розі               | Фестиваль міжкультурного обміну між державами та локальними громадами (представлення національних культур України та Європи) | Кривий Ріг                                  | з 2013                  |
| Fan Expo Odessa                                   | фестиваль поп-культури | Одеса                                       |                         |
| Natsu Nami                                        | фестиваль поп-культури | Одеса                                       |                         |